# سیارک ۱۰۴۴۵
سیارک ۱۰۴۴۵ (به انگلیسی: 10445 Coster، نامگذاری:4090T-2) ده هزار و چهارصد و چهل و پنجمین سیارک کشف شده‌است که در ۲۹ سپتامبر ۱۹۷۳ کشف شد.
قدر مطلق سیارک برابر ۱۵٫۱۰ است.